# Tim Brown (Designer)

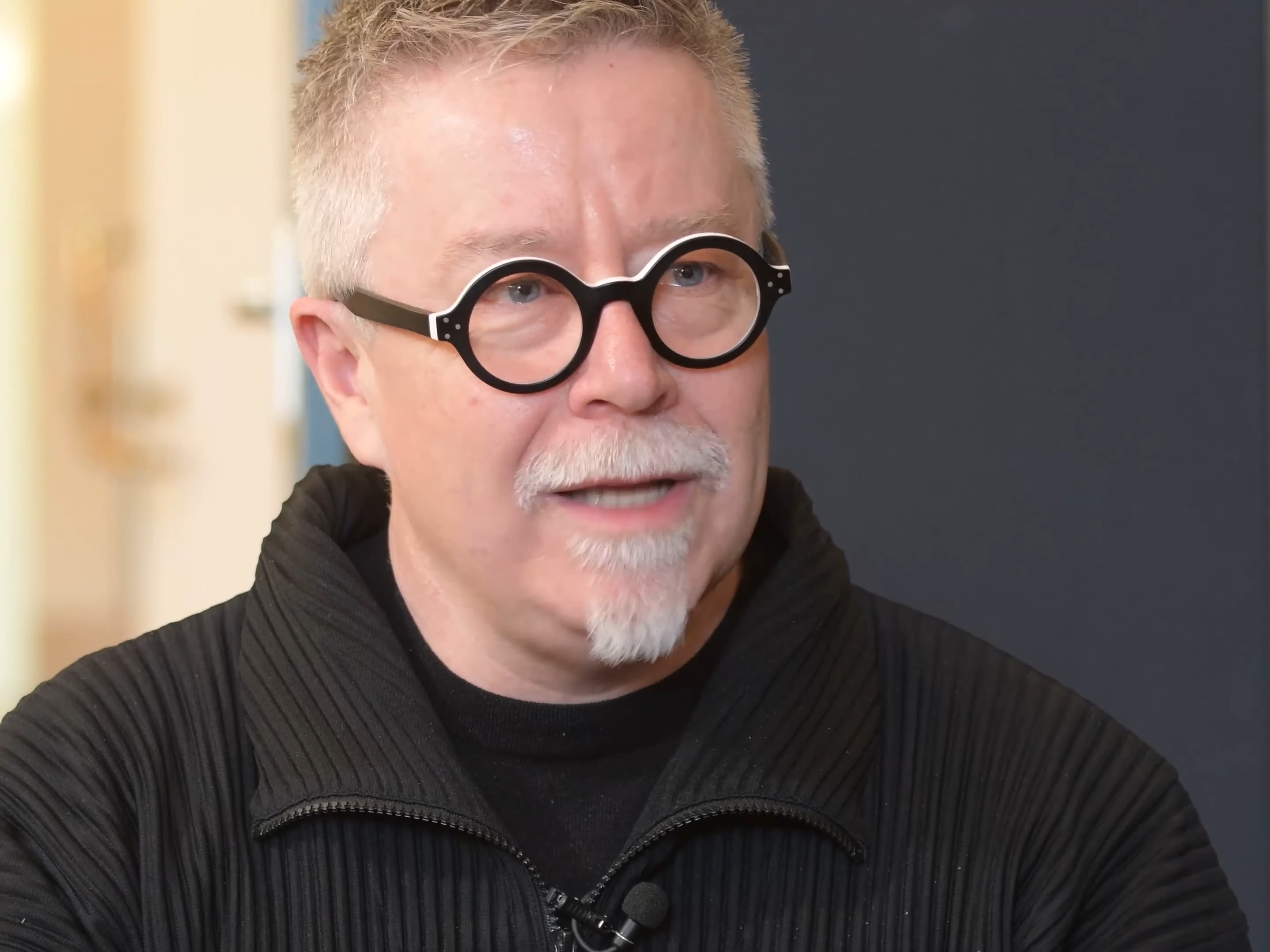
Tim Brown, 2018

Tim Brown (* 24. Juni 1962 in Preston, England) ist ein englischer Industriedesigner. Er ist Chairman von IDEO, einer internationalen Design- und Innovationsberatung. Brown gilt als wichtiger Vertreter der Innovationsmethode Design Thinking.

## Leben
Tim Brown studierte an der Northumbria University in Newcastle upon Tyne und am Royal College of Art in London und arbeitete im Anschluss ab 1987 für IDEO. Von 1990 bis 1995 leitete er das Büro in San Francisco und von 1995 bis 2000 führte er die Europageschäfte in London. 2000 übergab David Kelley ihm den Posten als CEO von IDEO, den er bis 2019 innehatte. 2005 wurde er zum Gastprofessor für Design an der Northumbria University ernannt. 2019 übernahm er von Kelley den Posten als Chairman von IDEO.
Tim Brown ist verheiratet und hat zwei Kinder.

## Auszeichnungen
- 2004: Ehrendoktor des Art Center College of Design in Pasadena (USA)
- 2018: Ehrendoktor der Keiō-Universität (Japan)[3]

## Schriften
- Strategy by Design, Fast Company, 2005.
- Tim Brown: Design Thinking, in: Harvard Business Review, Juni 2008, S. 84–92, (hbr.org).
- Tim Brown, Barry Katz: Change by Design. Wie Design Thinking Organisationen verändert und zu mehr Innovationen führt, Vahlen, München 2016, ISBN 978-3-8006-5258-7 (englisch: Change by Design. How design thinking can transform organizations and inspire innovation).